# Giro d'Italia de 1973
Giro d'Italia 1973 foi a quinquagésima sexta edição da prova ciclística Giro d'Italia (Corsa Rosa), realizada entre os dias 18 de maio e 9 de junho de 1973.
A competição foi realizada em 20 etapas com um total de 3.801 km.
O vencedor foi o ciclista belga Eddy Merckx. O vencedor conclui a prova com a velocidade média de 35,553 km/h.